# Sinonatrix
Genre
Sinonatrix est un genre de serpents de la famille des Natricidae. 

## Répartition
Les espèces de ce genre se rencontrent dans le sud-est de l'Asie.

## Liste d'espèces
Selon The Reptile Database (6 septembre 2013) :
- Sinonatrix aequifasciata (Barbour, 1908)
- Sinonatrix annularis (Hallowell, 1856)
- Sinonatrix percarinata (Boulenger, 1899)
- Sinonatrix yunnanensis Rao & Yang, 1998

## Publication originale
- Rossman & Eberle, 1977 : Partition of the genus Natrix, with preliminary observations on evolutionary trends in natricine snakes. Herpetologica, vol. 33, no 1, p. 34-43.